# Красимир Рангелов
Красимир Рангелов е български скулптор, автор на десетки монументални творби в България.

## Биография
Роден е през 1958 година в плевенското село Гулянци. През 1983 г. завършва Националната художествена академия в София със специалност „Скулптура“. Между 1987 и 1989 г. е преподавател по скулптура и естетика.
Голяма част от монументалното изкуство в градската среда на Плевен е негово дело, като по-популярните паметници са този на площад „Свобода“, барелефът на Гена Димитрова пред сградата на Регионалната библиотека, паметникът на Данаил Попов, паметната плоча за първия революционен комитет и множество други.
Рангелов е автор на редица монументални творби в цялата страна – паметникът на Джеймс Баучер пред хотел „Маринела“ в София, паметникът на Магдалена Юрукова в Разлог, барелефът на Христо Ботев в с. Староселци, войнишкият паметник в с. Стежерово и други.
Участвал е в десетки самостоятелни и групови изложби в България и чужбина. Негови произведения са собственост на Националната художествена галерия в София, както и на много частни колекции и галерии в Белгия, Холандия, Франция, Швейцария, Никарагуа, САЩ, и други.